# هیون شل برن
هیون شل برن (انگلیسی: Heaven Shall Burn) یک گروه اکستریم متال آلمانی از زالفلد، تورینگن است که در سال ۱۹۹۵ آغاز به کار کرد.